# Allan McNish
Allan McNish (1969. december 29. –) brit autóversenyző, a Le Mans-i 24 órás verseny (1998, 2008, 2013) háromszoros győztese, valamint az Amerikai Le Mans-széria (2000, 2006, 2007) háromszoros bajnoka.

## Pályafutása
1988-ban megnyerte a Formula Vauxhall Lotus nevű sorozatot. A bajnoki címet a később két Formula–1-es világbajnokságot nyert Mika Häkkinen előtt szerezte meg. 1989-ben David Brabham mögött második lett a brit Formula–3-as bajnokságban. Ebben az évben debütált a nemzetközi Formula–3000-es szériában is, ahol 1995-ig versenyzett. Legjobb összetett eredményét az 1990-es szezonban érte el, amikor is negyedikként zárt a pontversenyben.
Formula–3000-es karrierje mellett 1993-ban, 1994-ben, valamint 1996-ban a Formula–1-es Benetton-istálló tesztpilótája volt.
1997-ben az FIA GT-sorozat több versenyén is rajthoz állt, és ebben az évben debütált a Le Mans-i 24 órás viadalon is. A következő évben ötödikként zárt az FIA GT-ben, valamint megnyerte a Le Mans-i futamot. A versenyt Stéphane Ortelli és Laurent Aïello társaként teljesítette.
1999-ben és 2000-ben az amerikai Le Mans-szériában versenyzett. 2000-ben lett az Audi pilótája, és a csapattal meg nyerte az amerikai sorozatot, valamint második lett a 24 órás Le Mans-i futamon.

### Formula–1

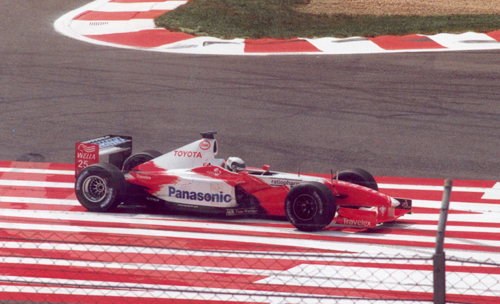
A Toyota versenyzőjeként, a 2002-es francia nagydíjon

2001-ben a Formula–1-es világbajnokságra készülő Toyota tesztpilótája volt, majd ő lett a csapat versenyzője, annak debütálásakor, Mika Salo mellett a 2002-es szezonban.
A szezonnyitó futamon kiesett egy nyolc autót érintett rajtbalesetben. Formula–1-es pályafutása legjobb eredményét az ezt követő maláj versenyen érte el, ahol hetedikként ért célba. Az év folyamán többször végzett még az első tízben, azonban csapattársától eltérően egyszer sem szerzett pontot. Az év utolsó versenyén, a Toyota hazai futamán, Suzukában nem indulhatott, miután balesetet szenvedett az időmérő edzésen. A 130R-kanyarban az autó megingott, és irányíthatatlanul a védőkorlátnak csapódott. Allan térde enyhén begyulladt az ütközés után, és az orvosi személyzet nem engedte rajthoz állni a futamon.
2003-ban nem kapott versenyzői állást, és a Renault tesztpilótája lett.

### 2003 után

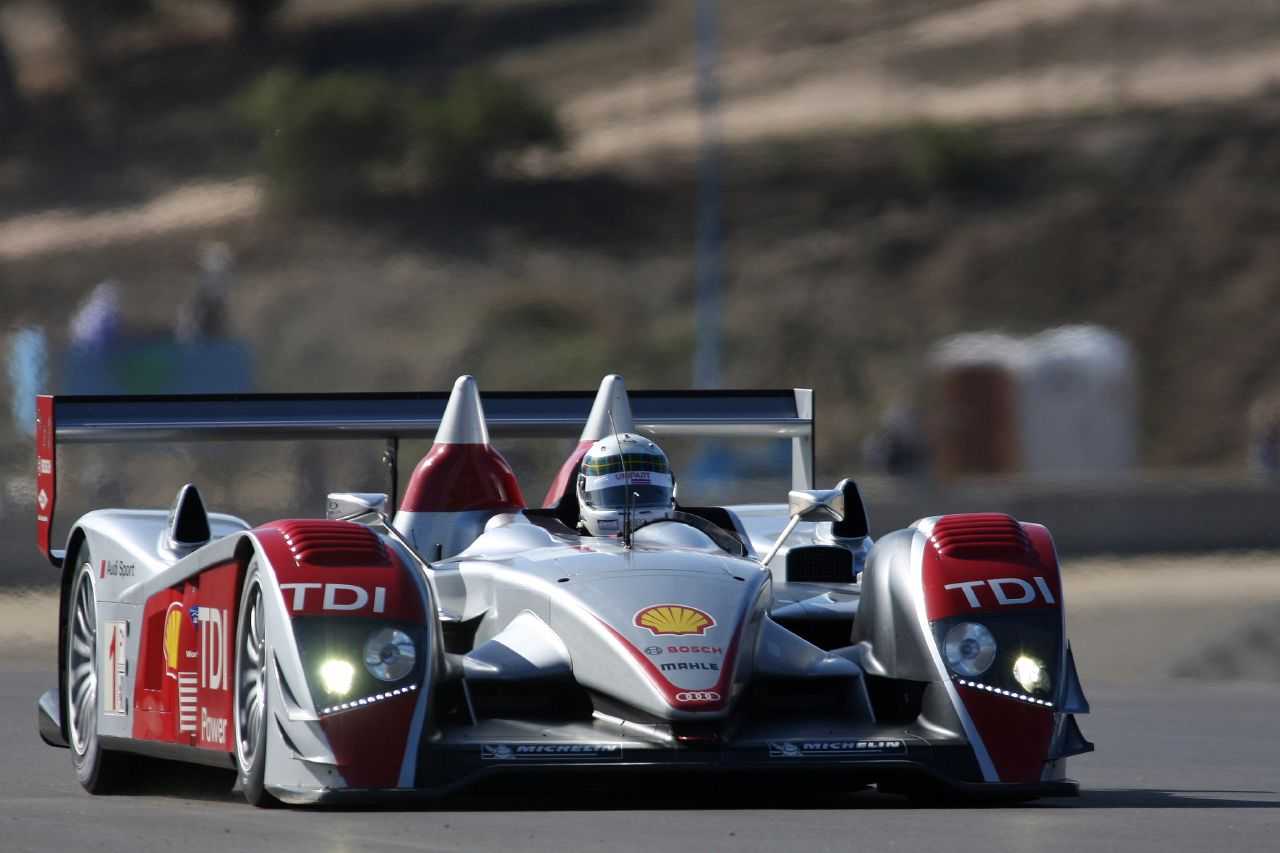
McNish 2007-ben az Audi R10-esben

2004-ben megnyerte a Sebringi 12 órás futamot, ötödik lett a Le Mans-i 24 óráson, valamint másodikként zárta a Le Mans Endurance-szériát. 2005-ben leginkább a német túraautó-bajnokság futamain szerepelt. Itt nem ért el nagyobb sikereket; a pontverseny tizedik helyén végzett.
Csapattársával, Rinaldo Capellóval megnyerte a 2006-os amerikai Le Mans-szériát, valamint Tom Kristensennel kiegészülve a Sebringi 12 órás versenyt. Capello társaként 2007-ben újfent megnyerték az amerikai sorozatot.
2008-ban több Le Mans-sorozatban is szerepelt. Kristensennel és Capelloval megszerezték az Audi nyolcadik sikerét a Le Mans-i 24 órás viadalon. Allan 1998 után tudott újra nyerni a legendás versenyen.
2009-ben és 2012-ben győzött Sebringben, utóbbi évben pedig a Le Mans-i versenyen második lett. 2013-ban harmadszorra is győzni tudott a Le Mans-i 24 órás versenyen, Tom Kristensennel és Loïc Duvallal az oldalán, ugyancsak az Audi színeiben.

## Sikerei
- Le Mans-i 24 órás autóverseny
  - Győztes: 1998, 2008, 2013
    - Második: 2000, 2012

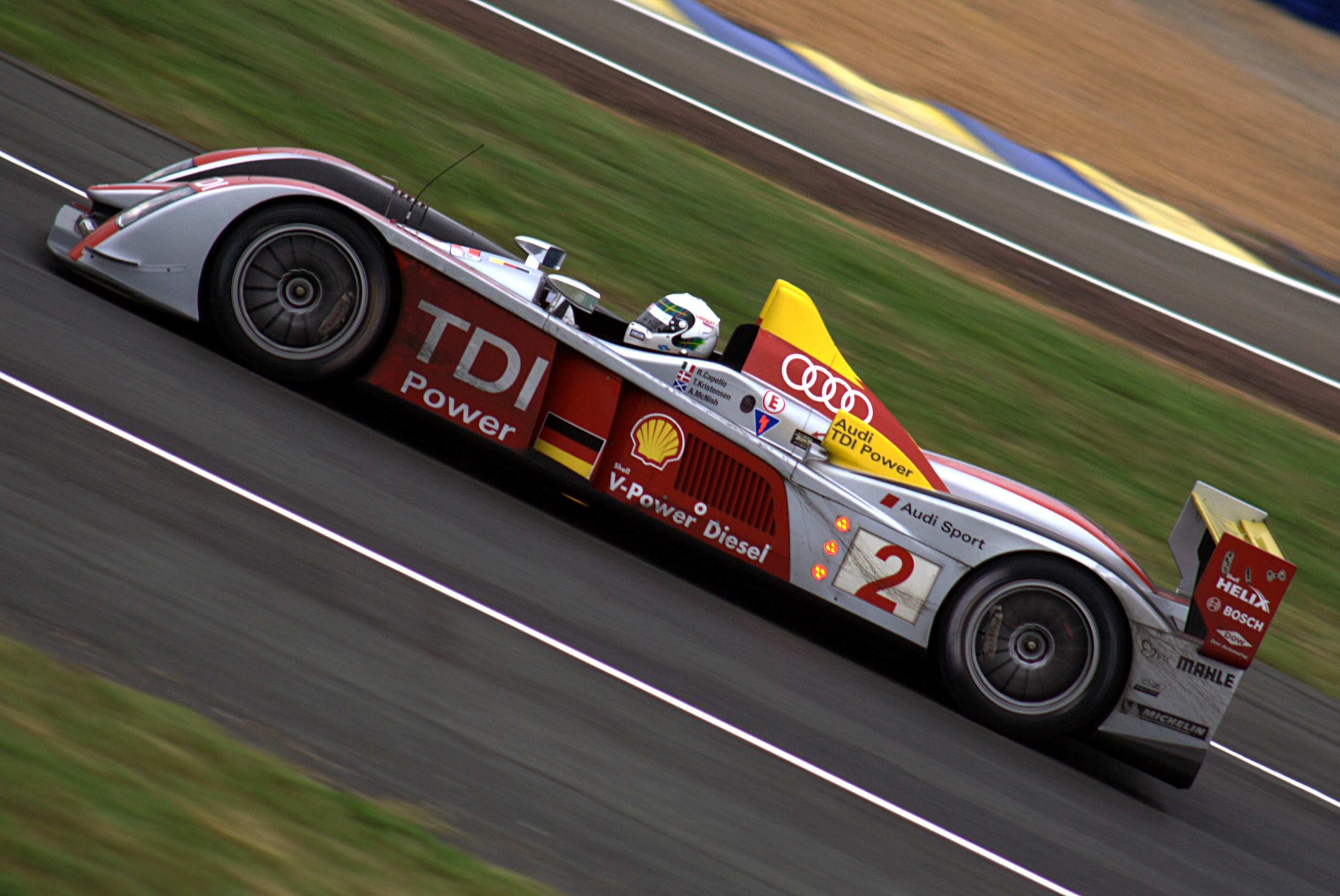
McNish a 2008-as Le Mans-i 24 órás versenyen

      - Harmadik: 2005, 2006, 2009, 2010
- Amerikai Le Mans-széria
  - Bajnok: 2000, 2006, 2007
- Sebringi 12 órás autóverseny
  - Győztes: 2004, 2006, 2009, 2012
- Formula Vauxhall Lotus
  - Bajnok: 1988

## Eredményei
Teljes eredménylistája a nemzetközi Formula–3000-es sorozaton
(Táblázat értelmezése)

(Félkövér: pole-pozícióból indult; dőlt: leggyorsabb kört futott) 

| Év   | Csapat              | 1      | 2      | 3      | 4      | 5     | 6      | 7      | 8     | 9      | 10     | 11    | Helyezés | Pont |
| ---- | ------------------- | ------ | ------ | ------ | ------ | ----- | ------ | ------ | ----- | ------ | ------ | ----- | -------- | ---- |
| 1989 | Pacific Racing      | SIL    | VAL    | PAU    | JER    | PER   | BRH    | BIR    | SPA   | BUG    | DIJ 8  |       | -        | 0    |
| 1990 | DAMS                | DON Ki | SIL 1  | PAU 6  | JER 16 | MNZ 6 | PER 2  | HOC Ki | BRH 1 | BIR Ki | BUG Ki | NOG 8 | 4.       | 26   |
| 1991 | DAMS                | VAL NK | PAU 13 | JER NK | MUG 5  | PER 8 | HOC Ki | BRH Ki | SPA 8 | BUG Ki | NOG 8  |       | 16.      | 2    |
| 1992 | 3001 International  | SIL Ki | PAU    | CAT 5  | PER Ki | HOC 3 | NÜR Ki | SPA 12 | ALB 5 | NOG    | MAG    |       | 11.      | 8    |
| 1994 | Vortex Motorsport   | SIL    | PAU Ki | CAT    | PER    | HOC   | SPA    | EST    | MAG   |        |        |       | 9.       | 6    |
| 1995 | Paul Stewart Racing | SIL 3  | CAT Ki | PAU 2  | PER Ki | HOC 6 | SPA Ki | EST Ki | MAG 7 |        |        |       | 7.       | 11   |

Le Mans-i 24 órás autóverseny
| Év   | Csapat                                | Csapattárs                       | Autó                    | Kategória | Kör | Összetett Helyezés | Kategória Helyezés |
| ---- | ------------------------------------- | -------------------------------- | ----------------------- | --------- | --- | ------------------ | ------------------ |
| 1997 | Roock Racing                          | Stéphane Ortelli Karl Wendlinger | Porsche 911 GT1         | GT1       | 8   | Kiesett            | Kiesett            |
| 1998 | Porsche AG                            | Laurent Aïello Stéphane Ortelli  | Porsche 911 GT1-98      | GT1       | 351 | 1.                 | 1.                 |
| 1999 | Toyota Motorsports Toyota Team Europe | Thierry Boutsen Ralf Kelleners   | Toyota GT-One           | LMGTP     | 173 | Kiesett            | Kiesett            |
| 2000 | Audi Sport Team Joest                 | Laurent Aïello Stéphane Ortelli  | Audi R8                 | LMP900    | 367 | 2.                 | 2.                 |
| 2004 | Audi Sport UK Team Veloqx             | Frank Biela Pierre Kaffer        | Audi R8                 | LMP1      | 350 | 5.                 | 5.                 |
| 2005 | ADT Champion Racing                   | Frank Biela Emanuele Pirro       | Audi R8                 | LMP1      | 364 | 3.                 | 3.                 |
| 2006 | Audi Sport Team Joest                 | Tom Kristensen Rinaldo Capello   | Audi R10 TDI            | LMP1      | 367 | 3.                 | 3.                 |
| 2007 | Audi Sport North America              | Tom Kristensen Rinaldo Capello   | Audi R10 TDI            | LMP1      | 262 | Kiesett            | Kiesett            |
| 2008 | Audi Sport North America              | Tom Kristensen Rinaldo Capello   | Audi R10 TDI            | LMP1      | 381 | 1.                 | 1.                 |
| 2009 | Audi Sport Team Joest                 | Tom Kristensen Rinaldo Capello   | Audi R15 TDI            | LMP1      | 376 | 3.                 | 3.                 |
| 2010 | Audi Sport Team Joest                 | Tom Kristensen Rinaldo Capello   | Audi R15 TDI plus       | LMP1      | 394 | 3.                 | 3.                 |
| 2011 | Audi Sport North America              | Tom Kristensen Rinaldo Capello   | Audi R18 TDI            | LMP1      | 14  | Kiesett            | Kiesett            |
| 2012 | Audi Sport Team Joest                 | Tom Kristensen Rinaldo Capello   | Audi R18 e-tron quattro | LMP1      | 377 | 2.                 | 2.                 |
| 2013 | Audi Sport Team Joest                 | Tom Kristensen Loïc Duval        | Audi R18 e-tron quattro | LMP1      | 348 | 1.                 | 1.                 |

Teljes Formula–1-es eredménysorozata
(Táblázat értelmezése)

(Félkövér: pole-pozícióból indult; dőlt: leggyorsabb kört futott) 

| Év   | Csapat  | 1      | 2      | 3      | 4      | 5      | 6      | 7      | 8      | 9      | 10     | 11     | 12     | 13     | 14     | 15     | 16     | 17      | Helyezés | Pont |
| ---- | ------- | ------ | ------ | ------ | ------ | ------ | ------ | ------ | ------ | ------ | ------ | ------ | ------ | ------ | ------ | ------ | ------ | ------- | -------- | ---- |
| 2002 | Toyota  | AUS Ki | MAL 7  | BRA Ki | SMR Ki | ESP 8  | AUT 9  | MON Ki | CAN Ki | EUR 14 | GBR Ki | FRA 11 | GER Ki | HUN 14 | BEL 9  | ITA Ki | USA 15 | JPN Sér | 19.      | 0    |
| 2003 | Renault | AUS Tp | MAL Tp | BRA Tp | SMR Tp | ESP Tp | AUT Tp | MON Tp | CAN Tp | EUR Tp | FRA    | GBR Tp | GER Tp | HUN Tp | ITA Tp | USA Tp | JPN Tp |         | -        | -    |

Teljes eredménylistája az amerikai Le Mans-szériában
(Táblázat értelmezése)

(Félkövér: pole-pozícióból indult; dőlt: leggyorsabb kört futott) 

| Év   | Csapat                    | Kategória | Modell              | Motor                            | Gumi | 1                | 2                 | 3                | 4                  | 5                | 6                | 7                  | 8                  | 9                | 10                | 11               | 12               | Helyezés | Pont |
| ---- | ------------------------- | --------- | ------------------- | -------------------------------- | ---- | ---------------- | ----------------- | ---------------- | ------------------ | ---------------- | ---------------- | ------------------ | ------------------ | ---------------- | ----------------- | ---------------- | ---------------- | -------- | ---- |
| 1999 | Champion Racing           | LMP       | Porsche 911 GT1 Evo | Porsche 3.2 L Turbo Flat-6       | M    | SEB              | ATL               | MOS össz:6 kat:6 | SON össz:12 kat:12 | POR össz:8 kat:8 | PET össz:7 kat:7 | MON össz:Ki kat:Ki | LSV össz:Ki kat:Ki |                  |                   |                  |                  | 25.      | 47   |
| 2000 | Audi Sport North America  | LMP       | Audi R8             | Audi 3.6L Turbo V8               | M    | SEB össz:2 kat:2 |                   |                  | NÜR össz:Ki kat:Ki | SON össz:1 kat:1 | MOS össz:1 kat:1 | TEX össz:2 kat:2   | ROS össz:1 kat:1   | PET össz:1 kat:1 | MON össz:1 kat:1  | LSV össz:2 kat:2 | ADE össz:1 kat:1 | 1.       | 270  |
| 2000 | Audi Sport North America  | LMP       | Audi R8R            | Audi 3.6L Turbo V8               | M    |                  | CHA össz:20 kat:8 | SIL össz:3 kat:3 |                    |                  |                  |                    |                    |                  |                   |                  |                  | 1.       | 270  |
| 2004 | Audi Sport UK Team Veloqx | LMP1      | Audi R8             | Audi 3.6L Turbo V8               | M    | SEB össz:1 kat:1 | MID               | LIM              | SON                | POR              | MOS              | AME                | PET                | MON              |                   |                  |                  | 7.       | 26   |
| 2005 | ADT Champion Racing       | LMP1      | Audi R8             | Audi 3.6L Turbo V8               | M    | SEB össz:2 kat:2 | ATL               | MID              | LIM                | SON              | POR              | AME                | MOS                | PET              | MON               |                  |                  | 10.      | 22   |
| 2006 | Audi Sport North America  | LMP1      | Audi R10 TDI        | Audi 5.5L Turbo V12 (Dízelmotor) | M    | SEB össz:1 kat:1 |                   |                  |                    | UTA össz:4 kat:3 | POR össz:1 kat:1 | AME össz:2 kat:2   | MOS össz:1 kat:1   | PET össz:1 kat:1 | MON össz:1 kat:1  |                  |                  | 1.       | 204  |
| 2006 | Audi Sport North America  | LMP1      | Audi R8             | Audi 3.6L Turbo V8               | M    |                  | TEX össz:1 kat:1  | MID össz:3 kat:1 | LIM össz:1 kat:1   |                  |                  |                    |                    |                  |                   |                  |                  | 1.       | 204  |
| 2007 | Audi Sport North America  | LMP1      | Audi R10 TDI        | Audi 5.5L Turbo V12 (Dízelmotor) | M    | SEB össz:4 kat:2 | STP össz:1 kat:1  | LNB össz:7 kat:1 | TEX össz:3 kat:1   | UTA össz:2 kat:1 | LIM össz:5 kat:1 | MID össz:5 kat:2   | AME össz:2 kat:1   | MOS össz:2 kat:1 | DET össz:3 :kat:2 | PET össz:1 kat:1 | MON össz:1 kat:1 | 1.       | 246  |
| 2008 | Audi Sport North America  | LMP1      | Audi R10 TDI        | Audi 5.5L Turbo V12 (Dízelmotor) | M    | SEB össz:3 kat:1 | STP               | LNB              | UTA                | LIM              | MID              | AME                | MOS                | DET              | PET össz:1 kat:1  | MON              |                  | 8.       | 60   |
| 2009 | Audi Sport Team Joest     | LMP1      | Audi R15 TDI        | Audi 5.5L Turbo V10 (Dízelmotor) | M    | SEB össz:1 kat:1 | STP               | LNB              | UTA                | LIM              | MID              | AME                | MOS                | PET össz:3 kat:3 | MON               |                  |                  | 10.      | 30   |
| 2010 | Audi Sport Team Joest     | LMP1      | Audi R15 TDI plus   | Audi 5.5L Turbo V10 (Dízelmotor) | M    | SEB              | LNB               | MON              | UTA                | LIM              | MID              | AME                | MOS                | PET össz:3 kat:3 |                   |                  |                  | -        | -    |

### Teljes FIA World Endurance Championship eredménysorozata
| Év   | Csapat                | Osztály | Kasztni                 | Motor                                  | 1     | 2     | 3     | 4     | 5     | 6     | 7     | 8      | Helyezés | Pont |
| ---- | --------------------- | ------- | ----------------------- | -------------------------------------- | ----- | ----- | ----- | ----- | ----- | ----- | ----- | ------ | -------- | ---- |
| 2012 | Audi Sport Team Joest | LMP1    | Audi R18 e-tron quattro | Audi TDI 3.7L Turbo V6 (Hybrid Diesel) | SEB 1 | SPA 3 | LMS 2 | SIL 3 | SÃO 3 | BHR 2 | FUJ 3 | SHA 2  | 2.       | 159  |
| 2013 | Audi Sport Team Joest | LMP1    | Audi R18 e-tron quattro | Audi TDI 3.7L Turbo V6 (Hybrid Diesel) | SIL 1 | SPA 2 | LMS 1 | SÃO 2 | COA 1 | FUJ 2 | SHA 3 | BHR Ki | 1.       | 162  |

## Fordítás
- Ez a szócikk részben vagy egészben  az   Allan McNish című angol Wikipédia-szócikk fordításán alapul.  Az eredeti cikk szerkesztőit annak laptörténete sorolja fel. Ez a jelzés csupán a megfogalmazás eredetét és a szerzői jogokat jelzi, nem szolgál a cikkben szereplő információk forrásmegjelöléseként.